# بيل كونكل (لاعب كرة قاعدة)
بيل كونكل (بالإنجليزية: Bill Kunkel)‏ هو لاعب كرة قاعدة أمريكي، ولد في 7 يوليو 1936 في هوبوكين في الولايات المتحدة، وتوفي في 4 مايو 1985 في ريد بانك في الولايات المتحدة بسبب سرطان.

## وصلات خارجية
- بيل كونكل على موقع دوري كرة القاعدة الرئيسي (الإنجليزية)
- بيل كونكل على موقعبيزبول رفرنس.كوم (الدوري الرئيسي) (الإنجليزية)
- بيل كونكل على موقعبيزبول رفرنس.كوم (الدوري الثانوي) (الإنجليزية)